# 安形哲夫
安形 哲夫（あがた てつお、1953年4月26日 - ）は、日本の実業家。ジェイテクト代表取締役社長、中部経済連合会副会長、日本ベアリング工業会会長などを務めた。藍綬褒章受章。

## 人物・経歴
愛知県新城市中宇利出身。1972年愛知県立時習館高等学校卒業。1976年一橋大学社会学部卒業、トヨタ自動車工業入社。大学では空手部に所属。トヨタ自動車生産管理・物流本部BR内製原価マネジメント室長、新車進行管理部長、生産管理部長、常務役員・本社工場長・環境部・グローバル生産企画部・生産管理部・新車進行管理部・サービスパーツ管理部担当、常務役員・トヨタ モーター ヨーロッパ（R&D/マニュファクチャリングカンパニー）担当、専務取締役、豊田自動織機顧問、豊田自動織機代表取締役副社長・品質統轄兼自動車事業部・エンジン事業部・エレクトロニクス事業部・トヨタ営業部担当等を務めた。
2013年、ジェイテクト代表取締役社長に就任。不良資産の見直しなどの財務状況の整備や、社員の半数以上が外国人であることに対応したグローバル人事管理システムの構築、海外法人での外国人の管理職への登用を進めた。2013年文部科学大臣発明奨励賞実施功績賞受賞。2015年在大阪ルーマニア名誉領事館名誉領事。2017年日本弁理士会会長賞実施功績賞受賞。幼少時から山城巡りが趣味で、郷里奥三河の城跡保存活動にも携わった。2018年、豊田鐵郎会長の下で中部経済連合会副会長に就任。また豊田理化学研究所評議員、日本ベアリング工業会会長なども務めた。2021年藍綬褒章受章。同年時習館同窓会教育基金理事長。2022年サーラコーポレーション取締役。